# 2019 en Alberta
Chronologie de l'Alberta
- 2015
- 2016
- 2017
- 2018
- 2019
- 2020
- 2021
- 2022
- 2023

Cette page concerne des événements qui se sont produits durant l'année 2019 dans la province canadienne de l'Alberta.

## Politique
- Premier ministre : Rachel Notley puis Jason Kenney
- Chef de l'Opposition : Jason Kenney puis Rachel Notley
- Lieutenant-gouverneur : Lois Mitchell
- Législature :

## Événements

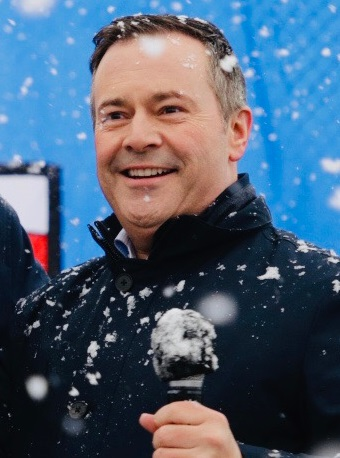
Jason Kenney en 2019

- 30 avril : Jason Kenney devient premier ministre.

## Décès
- 20 mars : Dennis Anderson (né le 16 août 1949 à Edmonton et décédé dans la même ville), politicien provincial Albertain[1].

- 16 avril : David Lama, né le 4 août 1990 à Innsbruck en Autriche et mort  au parc national de Banff [2], grimpeur autrichien.

- 2 août à Calgary : Deepak Obhrai (né le 5 juillet 1950[3] à Oldeani en Tanzanie [4]) , homme politique canadien.

- 20 septembre à Calgary : Richard « Rick » Bognar (né le 16 janvier 1970 à Calgary), catcheur canadien connu sous le nom de ring de Big Titan. Il commence sa carrière au Canada avant de partir au Japon lutter à la Frontier Martial-Arts Wrestling (FMW). Dans cette fédération, il remporte une fois le championnat poids lourd d'arts martiaux de la WFDA ainsi que le championnat par équipes de coup de poing américain de la FMW avec The Gladiator. En 1996, il rejoint la World Wrestling Federation (WWF) où il incarne le « Faux » Razor Ramon après le départ du vrai Razon Ramon. Il reste à la WWF jusqu'au début de l'année 1997 et lutte dans diverses fédérations jusqu'en 2001 où il arrête sa carrière. Il meurt le 20 septembre 2019.